# Alan Moulder
Alan Moulder (* 11. Juni 1959 in Boston, Großbritannien) ist ein britischer Toningenieur und Musikproduzent.

## Werdegang
Alan Moulder spielte in seiner Jugend Gitarre, entdeckte aber, dass er eher an der technischen Seite der Musik interessiert war und begann sich insbesondere für Studiotechnik zu interessieren. Nach einer abgebrochenen Ausbildung im britischen Landwirtschaftsministerium arbeitete er als Assistent in den frühen 80er Jahren in den Londoner Trident Studios. Dort assistierte er u. a. Flood, der dort als Toningenieur arbeitete, bei der Produktion eines Songs von Jesus and Mary Chain. Die Band verpflichtete ihn daraufhin als Toningenieur für ihren Live Sound und für ihr Album Automatic aus dem Jahre 1989. Die Platte wurde ein Erfolg und das Label Creation Records verpflichtete ihn für Produktionen für Ride und My Bloody Valentine.
Aufgrund seiner Arbeit für Jesus And Mary Chain wurden auch die Smashing Pumpkins und Nine Inch Nails auf Moulder aufmerksam. So kam es, dass er 1992 an zwei der erfolgreichsten Alben des Alternative Rock als Toningenieur mitarbeitete: Siamese Dream und The Downward Spiral. Diese Mitarbeit führte dazu, dass er nun auch als Produzent in Erscheinung trat. So produzierte er das Debütalbum von Marilyn Manson und 1995, zusammen mit Flood, das Album Mellon Collie and the infinite Sadness der Smashing Pumpkins. Nach weiteren Arbeiten für Moby und The Cure kam es 1997 schließlich, wiederum mit Flood, zu einer Zusammenarbeit mit U2 für ihr Album Pop. Mit dieser Arbeit hatte sich Moulder etabliert, es folgten weitere Produktionen für Nine Inch Nails, Smashing Pumpkins, Billy Corgan, The Killers und Interpol.

## Auszeichnungen
- 2010: Companion des Liverpool Institute for Performing Arts
- 2014: BRIT Awards, British Producer of the Year

## Diskografie (Auswahl)
- 1988: Malafemmina, Gianna Nannini
- 1989: Automatic, Jesus and Mary Chain
- 1992: Going Blank Again, Ride
- 1993: Siamese Dream, Smashing Pumpkins
- 1994: The Downward Spiral, Nine Inch Nails
- 1994: Portrait of an American Family, Marilyn Manson
- 1995: Mellon Collie and the Infinite Sadness, Smashing Pumpkins
- 1996: Animal Rights, Moby
- 1996: Wild Mood Swings, The Cure
- 1997: Pop, U2
- 1997: Superstardom, Naked Lunch
- 1999: The Fragile, Nine Inch Nails
- 2000: MACHINA/The Machines of God, Smashing Pumpkins
- 2000: Mer de Noms, A Perfect Circle
- 2004: Hot Fuss, The Killers
- 2005: TheFutureEmbrace, Billy Corgan
- 2005: With Teeth, Nine Inch Nails
- 2007: Year Zero, Nine Inch Nails
- 2007: The Inevitable Rise and Liberation of Niggy Tardust, Saul Williams
- 2008: Ghosts I–IV, Nine Inch Nails
- 2008: The Slip, Nine Inch Nails
- 2009: Cosmic Egg, Wolfmother
- 2010: How to Destroy Angels, How to Destroy Angels
- 2013: Hesitation Marks, Nine Inch Nails
- 2014: El Pintor, Interpol